# Олефіренко Михайло Миколайович
Олефіренко Михайло Миколайович (нар. 9 березня 1945, Устивиця, Великобагачанський район, Полтавська обл. — пом. 9 вересня 2016, Балаклія, Харківська обл.) — український прозаїк, публіцист. Член Національної спілки письменників України (1996). Лауреат Літературних премій імені Григорія Квітки-Основ'яненка, імені Петра Василенка (обидві — 2002), журналу «Березіль» за кращу публікацію року (2008), імені Івана Котляревського, імені Костя Гордієнка, імені Олександра Масельського (усі — 2009).

## Біографія
Олефіренко Михайло Миколайович народився 9 березня 1945 року в селі Устивиця Великобагачанського району Полтавської області. Закінчив із золотою медаллю Устивицьку середню школу. Вступив у 1962 році до Полтавського інженерно-будівельного інституту за спеціальністю «промислове та цивільне будівництво». Одержав професію інженера-будівельника у 1971 році. Упродовж 1964—1967 років проходив службу у прикордонних військах рядовим, сержантом, заступником начальника прикордонної застави поблизу Кушки.
Працював на будівництві нафтопроводу «Дружба» майстром, виконробом. Від 1978 року вчителював у Балаклії.
Дебютував у районній газеті у 1956 році віршами й нарисами. Твори друкував у журналах «Версія», «Темные аллеи», «Київ», «Березіль», «Слобожанщина». У доробку — романи, повісті, короткі оповідання українською та російськими мовами. Провідні теми творчості — минуле і сучасне українського села, життєві долі простих людей. Роман «Хуторяни» розповідає про розселення, власне, знищення українських хуторів. Книгу «Мертві не зраджують» Михайло Олефіренко присвятив періодам: розкуркулення, Голодомор 1932—1933 років, Німецько-радянська війна. У романі автор описує життя краян. Головні події зосереджені на просторах хуторів Коломійцевого й Даценкового, на теренах Полтавщини між Миргородом і Великою Багачкою.
Від 1996 року входив до складу Національної спілки письменників України.
Пішов із життя 9 вересня 2016 року у місті Балаклія.

## Основні твори
- Стожари: роман: У 7 кн. / М. М. Олефіренко. Харків: Майдан, 2001.
- Сатанинська круговерть / М. М. Олефіренко. Харків, 2003.
- Мертві не зраджують / М. М. Олефіренко. Харків, 2003.
- Жорна / М. М. Олефіренко. Харків, 2003.
- Відлига / М. М. Олефіренко. Харків, 2003.
- Пора цвітіння терну: роман: у 2 кн. : кн. 1, 2 / М. Олефіренко. Харків: Майдан, 2005. 487 с. — ISBN 966-8478-88-6
- Лівша: роман, повісті, оповід. / Михайло Олефіренко. Харків: САМ, 2011. 352 с.
- Розталь / Михайло Олефіренко. Харків: С. А. М., 2011. 422 с.
- Галілеї: роман. Криниця: повість / Олефіренко М. М. Київ: Україна, 2015. 431 с.
- Твори: У 9 т. Харків, 2015.